# کینگ (دهانه)
کینگ یک دهانه برخوردی در ماه‌ است.

## دهانه‌های اقماری
این دهانه ۲ دهانه اقماری دارد.
| King | عرض جغرافیایی | طول جغرافیایی | قطر          |
| ---- | ------------- | ------------- | ------------ |
| Y    | ۶.۵° N        | ۱۱۹.۸° E      | ۴۸.۰ کیلومتر |
| J    | ۳.۲° N        | ۱۲۱.۸° E      | ۱۴.۰ کیلومتر |